# 工黨副黨魁 (英國)
工黨副黨魁（英語：Deputy Leader of the Labour Party）是英國工黨內的第二領導人，負責協助工黨黨魁處理黨務，在制定政策綱領及競選事宜提供意見。
按照黨章，如果黨魁一職出現空缺時而工黨當時是反對黨，副黨魁會自動成為署理黨魁，直至新任黨魁獲選為止；但工黨如果是執政黨，署理人選將由英國內閣在徵詢工黨全國執行委員會意見後，委任一位臨時黨魁。
現任工黨副黨魁是英國副首相韋雅蘭，自2020年4月9日就任。

## 歷史
截止目前為止，唯一成功當選工黨黨魁的副黨魁為艾德禮及邁克爾·富特。相反，约翰·罗伯特·克莱因斯則曾先擔任工黨黨魁，後來才成為副黨魁。此外，貝嘉晴曾於1994年在黨魁施明輝意外離世後短暫擔任代理黨魁，而夏雅雯則分別於2010年（白高敦辭職）及2015年（文立彬辭職）後擔任代理黨魁。
在近代，英國副首相一職被重新設立後，曾經有兩名工黨副黨魁擔任該職，包括彭仕國（1997年至2007年）及韋雅蘭（2024年至今）。然而，副黨魁本質上是一個黨內職務，與副首相一職在憲法上並無直接聯繫。例如，前工黨首相白高敦在當選黨魁後，新任副黨魁夏雅雯獲委任為工黨主席及下議院領袖。

## 歷任列表
| 任 | 姓名                 | 肖像 | 任期                            | 生卒年份        |
| -- | -------------------- | ---- | ------------------------------- | --------------- |
| 1  | 约翰·罗伯特·克莱因斯 |      | 1922年11月22日 - 1932年10月25日 | 1869年 - 1949年 |
| 2  | 威廉·格雷厄          |      | 1931年8月28 - 1932年1月8日      | 1887年 - 1932年 |
| 3  | 克莱门特·艾德礼      |      | 1932年10月25日 - 1935年10月8日  | 1883年 - 1967年 |
| 4  | 亞瑟·格林伍德        |      | 1935年11月26日 - 1945年5月25日  | 1880年 - 1954年 |
| 5  | 赫伯特·莫里森        |      | 1945年5月25日 - 1955年12月14日  | 1888年 - 1965年 |
| 6  | 吉姆·格里菲思        |      | 1956年2月2日 - 1959年5月4日     | 1890年 - 1975年 |
| 7  | 安奈林·貝文          |      | 1959年5月4日 - 1960年7月6日     | 1897年 - 1960年 |
| 8  | 喬治·布朗            |      | 1960年7月15日 - 1970年6月18日   | 1914年 - 1985年 |
| 9  | 羅伊·詹金斯          |      | 1970年6月19日 - 1972年4月10日   | 1920年 - 2003年 |
| 10 | 愛德華·肖特          |      | 1972年4月25日 - 1976年10月21日  | 1912年 - 2012年 |
| 11 | 邁克爾·富特          |      | 1976年10月21日 - 1980年11月10日 | 1913年 - 2010年 |
| 12 | 丹尼斯·希利          |      | 1980年11月4日 - 1983年6月11日   | 1917年 - 2015年 |
| 13 | 韓素利               |      | 1983年6月11日 - 1992年4月11日   | 1932年 -        |
| 14 | 貝嘉晴               |      | 1992年4月11日 - 1994年5月12日   | 1943年 -        |
| 15 | 彭仕國               |      | 1994年7月21日 - 2007年6月24日   | 1938年 -        |
| 16 | 夏雅雯               |      | 2007年6月24日 - 2015年9月12日   | 1950年 -        |
| 17 | 湯姆·沃特森          |      | 2015年9月12日 - 2019年12月12日  | 1967年 -        |
| 18 | 安杰拉·雷纳          |      | 2020年4月4日 -                  | 1980年 -        |

### 引用
1. ↑   (PDF). Labour Party (UK).   [2025-02-14]. （原始内容存档 (PDF)于2025-02-28） （英国英语）.

### 網站
- 英國工黨官方網站